# Chlorurus cyanescens
Chlorurus cyanescens és una espècie de peix de la família dels escàrids i de l'ordre dels perciformes.

## Morfologia
Els mascles poden assolir els 50 cm de longitud total.

## Distribució geogràfica
Es troba a KwaZulu-Natal (Sud-àfrica), Zanzíbar (Tanzània), Madagascar i Maurici.